# Papió anubis
El papió anubis o babuí anubis (Papio anubis) és un membre de la família dels cercopitècids (micos del Vell Món). És l'espècie més estesa de tots els papions: viu en 25 països d'Àfrica, des de Mali a Etiòpia i Tanzània. També n'hi ha poblacions aïllades en algunes regions muntanyoses del Sàhara. Viu a les sabanes, estepes i zones boscoses. És conegut pels sons que produeix.